# Nick McCabe
Nick McCabe, nome completo Nicholas Jonathon McCabe (St Helens, 14 luglio 1971), è un chitarrista britannico.
È diventato famoso per essere il chitarrista del gruppo alternative rock inglese The Verve.

## The Verve
Conobbe Richard Ashcroft nel Winstanley Sixth Form College a Winstanleyn nei pressi di Wigan; in seguito all'incontro con Peter Salisbury e Simon Jones diedero vita ai The Verve.
Nick McCabe ha uno stile diverso dai Verve di Urban Hymns, molto più vicino alla psichedelia e allo shoegaze che al britpop. Nei primi anni 1990, quando il gruppo iniziava a muovere i primi passi nella scena musicale, era proprio McCabe l'autore principale delle musiche della band, che ricorreva a un gran uso di feedback ed effetti per chitarra. Ma proprio questo stile molto introspettivo e personale fece sciogliere per due volte il gruppo.
Mentre McCabe insisteva col dream pop, con lo space rock e più in generale con la psichedelia dai tempi dilatati e delle atmosfere sognanti, l'altra anima del gruppo, Richard Ashcroft, voleva cambiare registro per avvicinarsi a un rock più british. Questi contrasti portarono ai due scioglimenti: uno in seguito all'uscita di A Northern Soul nel 1996, l'altro un anno e mezzo dopo l'uscita di Urban Hymns, il disco che porto il gruppo sulla vetta delle classifiche. I Verve provarono invano a sostituirlo con altri chitarristi, ma il gruppo si sciolse poco dopo l'addio di McCabe.

## Dopo i Verve
Tra il 1998 e il 2007 Nick McCabe collaborò con diversi artisti tra cui John Martyn, Neotropic, e i The Nova Saint. Nel 2007 i Verve si riunirono e nell'agosto 2008 esce un nuovo album dal titolo Forth, in cui la band mischia il sound che lo aveva caratterizzato nei primi anni grazie proprio alle stesure di McCabe, col Pop Rock più classico di Ashcroft.
Nel 2009 McCabe ha fondato un nuovo gruppo chiamato "The Black Ships" con l'ex bassista dei The Verve Simon Jones, il batterista Mig Schillace, ed il violinista Davide Rossi. I Black Ships realizzarono il loro primo EP, Kurofune, nel maggio 2011, e hanno debuttato dal vivo al Kings College Student Union il 2 giugno dello stesso anno, prima di cambiare i loro nome in Black Submarine a metà 2012, per problemi con un gruppo omonimo americano.